# モーゼル線
モーゼル線（モーゼルせん、ドイツ語: Moselstrecke）はコブレンツとペアルを結び、フランス国境まで続く、ドイツ鉄道によって運営される鉄道路線である。この路線は主にモーゼル川の左側に位置しているので、「川の左岸にあるモーゼル鉄道」とも呼ばれている。主要経由地はトライス＝カーデン、コヘム、ブライ、ヴィットリヒ、トリーアなどである。七つのトンネルの長さは合計で7.5 kmである。一方、モーゼル谷鉄道（Moseltalbahn）は1960年代に廃止されたブライからトリーアまでモーゼル川の右岸に位置した軽便鉄道（Kleinbahn）で、この路線とは異なる。旧モーゼル鉄道との混同を避けるため、一部の駅名には、「ドイツ（連邦）鉄道」の略号「DB」が付けられたいる。

## 沿線概況

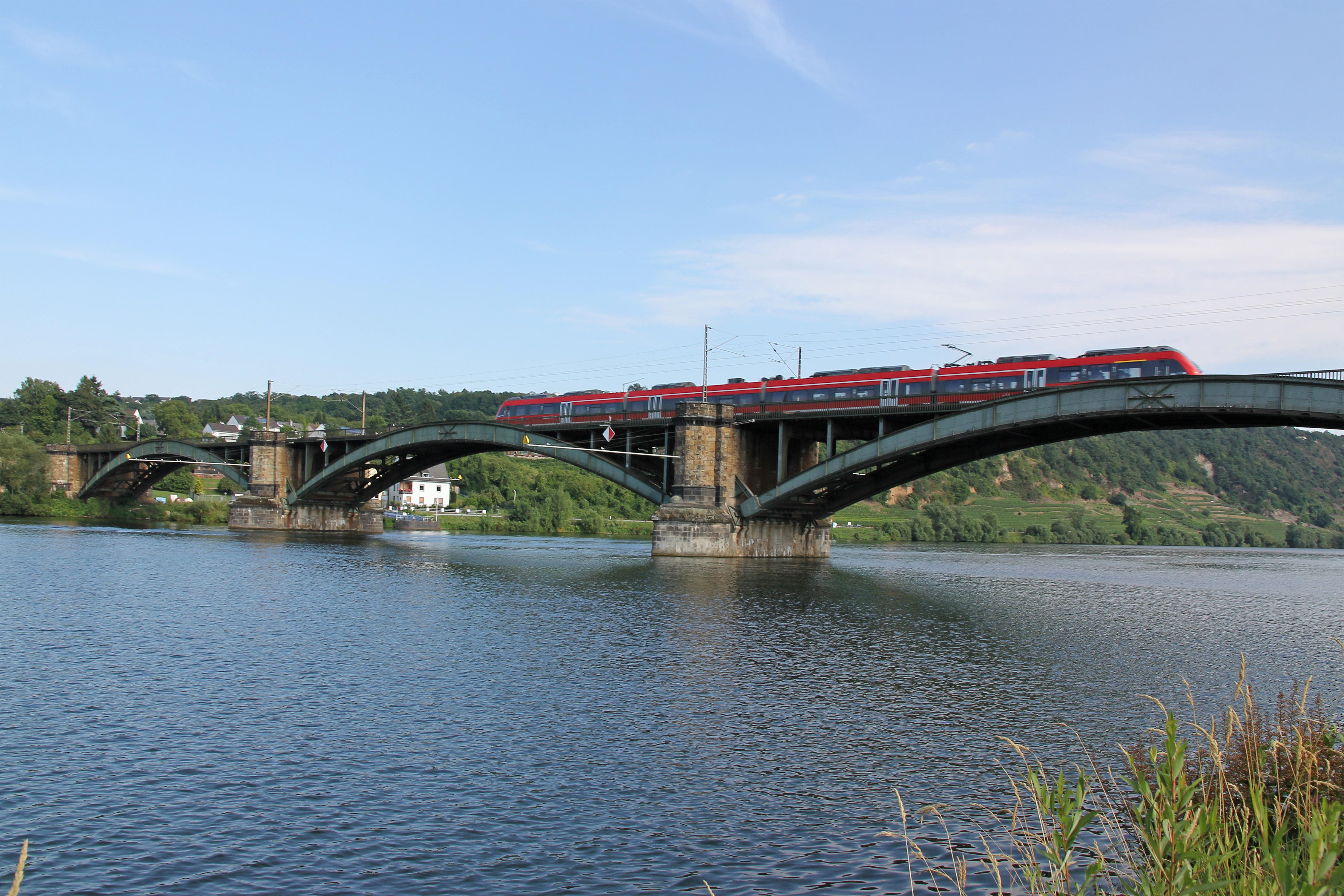
モーゼル川のギュルス鉄道橋

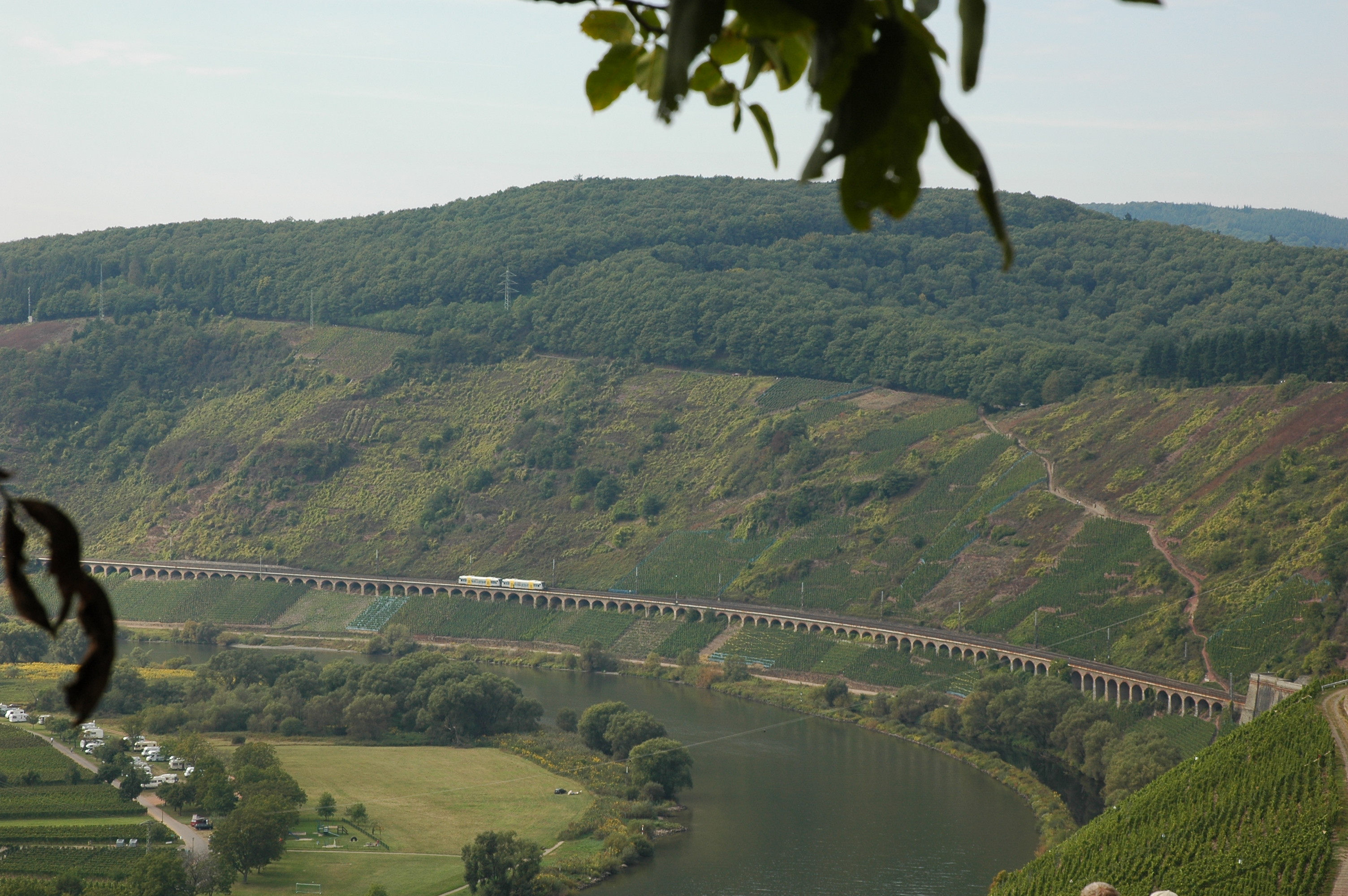
ピュンデリヒ斜面高架橋

モーゼル線はコブレンツ中央駅から始まり、ケルン方向のライン川左岸線の分岐点で左側に曲がる。列車はわずか3 kmを走行して、ギュルス鉄道橋を通過しモーゼル川を渡る。その後、モーゼル川の左岸にある約55 km以上の区間はトライス＝カーデンを経てコッヘムに至る。
列車がコッヘム駅を出発した直後に、長さ4205 mで最も重要な構造物である皇帝ヴィルヘルムトンネルを通過しエディガー・エラー駅へ向かう。このトンネルはコッヘム・クラムペンの経路を短縮して、ハノーファー - ヴュルツブルク高速線のラントリュッケントンネルの開通までドイツで最も長い鉄道トンネルであった。
皇帝ヴィルヘルムトンネルの南側で、この路線はエラーで281 m長さの、五つの橋桁で構成された鋼製桁橋続いてモーゼル川と交差する。橋の高さはモーゼル川の水面から4.2 mで、その支間が90 mである。列車は川の右岸で別のトンネル及びネーフ駅、ブライ駅を通過して、その後モーゼル川の左岸に戻る。モーゼル線のもう一つの技術的特徴は、鉄道と道路交通が同時に使用されるブライの2階建て橋である。この鋼製トラス橋に六つの橋桁があり、長さは314 m、最大支間は72 mである。バラスト道床にある軌道は上弦に配置され、自動車道の車線は下の階にある。
ブライ鉄道橋の直後、この路線はプリンツェンコプフ山の下にある、長さ458 mのトンネルに通じる。これでツェルの経路が短縮されている。ピュンデリヒでは、ドイツで最も長い斜面の高架区間があって、全長は786 mである。アーチ列高架の幅は7.2 mで、すき間が92個所である。トラーベン＝トラーバッハ方面の支線は、以前は乗客の乗り換え駅としても使用されていたピュンデリヒ信号場で分岐する。この路線は別のトンネル及びモーゼル川辺を経てヴィットリヒ方面に続く。列車は約40 km走行した後で、シュヴァイヒで再びモーゼル川辺に到達する。この路線はトリーア市のプファルツェルでモーゼル川と4度目で交差して、トリーア中央駅に至る。
カルトハウス駅ではザール線が分岐する。カルトハウス中分岐点 - コンツ中駅区間およびニッテル・トンネル区間は単線区間である。フランス国境までこの路線はモーゼル川と平行に伸びて、坂はほとんどない。フランス国境からフランス国鉄所属のTERグランテストが輸送を担当する。

## 歴史

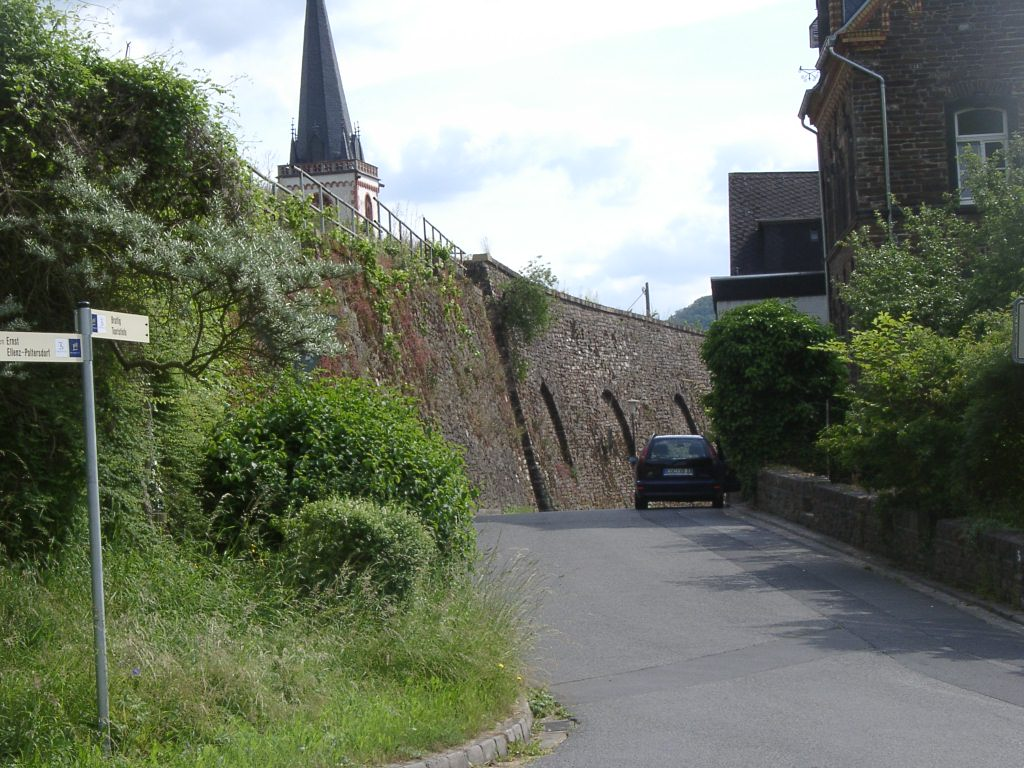
ブルッティヒのレンガ積みの道床

### 軍事戦略鉄道
コブレンツ - トリーア区間は、1874年から 1879年にかけて建設された。この区間はベルリン - メス間の軍事鉄道「大砲鉄道（Kannonenbahn）」に関連して、プロイセン国有鉄道により運営された。建設当時にアパシ - メス区間はアルザス＝ロレーヌ地方に属した。1878年5月15日にディーデンホーフェン（ティオンヴィル） - エーラング区間が開通された。翌年にはこの路線はコブレンツまで完工された。
ドイツ帝国時代の駅舎の構造は、多くの場合、一次的な技術的および文化的モニュメントである。ただし保存状態が良くない駅舎もある。世紀の変わり目にコッヘム駅舎は「故郷風」の主要作品の一つとしてで特に言及されている。
1915年から、トリーアとコブレンツの間に新しい路線が建設された。その目的は、ザール地域産業と帝国とのより良い連結の背景でモーゼル鉄道の効率上昇、皇帝ヴィルヘルムトンネルの閉鎖された場合に鉄道接続の維持、特により多い兵力と軍事装備をドイツ帝国の西側国境からフランスの方向に輸送するのを可能にすることであった。新線はベルリン - メス区間の大砲鉄道の一部である、軍事戦略の鉄道であった。コブレンツとブライ地域の間で、この新線は、モーゼル川の右岸にある別の鉄道路線で、そこからシュヴァイヒまで、既存の線路に三番目と四番目の線路が追加される予定であった。シュヴァイヒとエーラング区間では別の線路が、モイレンヴァルト・トンネルを迂回するためには必要であった。1917年に、天然石を外壁材としたコンクリート構造の、約600 mの巨大な高架橋の建設工事が、クヴィントのモーゼル川北岸で始まった。

### ドイツ国営鉄道
第一次世界大戦の終戦後、新線の建設工事が続いた。計画では、コッヘム・クランペンを開発するために、ネーフ及びトライス＝カルデンでそれぞれ接続される、東側のより短い経路が取り決められた。西の線路延長計画は放棄されたが、クヴィント高架橋は1922年に完成した。結局、その上の線路建設は実現されなかった。高架橋は1979年まで存在した。その路盤は国道53号の建設に使用されて、高架橋の石材一部は家の石塀にも用いられた。
ヴェルサイユ条約の条項により、1923年以後は新線の両区間の完成が妨げられた。もう一度東側の区間を開通する試みは、財政的な理由で1933年に永久につぶれた。道床の一部は、白象（White Elephant）のように莫大な投資でも無駄なものとなって、今でも近くの村で見える。東側で最も困難な仕事の構造物はトライスとブルッティヒ間の、2565 mの長さで1923年完成されたトンネルであった。その出口は1945年に爆破された。トンネルの入り口は大きなコンクリート製貯蔵庫で保存されて、その施設は1970年頃に爆破された。
ナチス時代には、トンネル内でさまざまな兵器が生産され、強制収容所の囚人も動員された。兵器生産のためにブルッティヒ＝トライス強制収容所は設置されていた。今でもキャンプの古い兵舎が残って、ブルッティヒ墓地及びトライス墓地の記念石は残酷な出来事を示している。

### ドイツ連邦鉄道

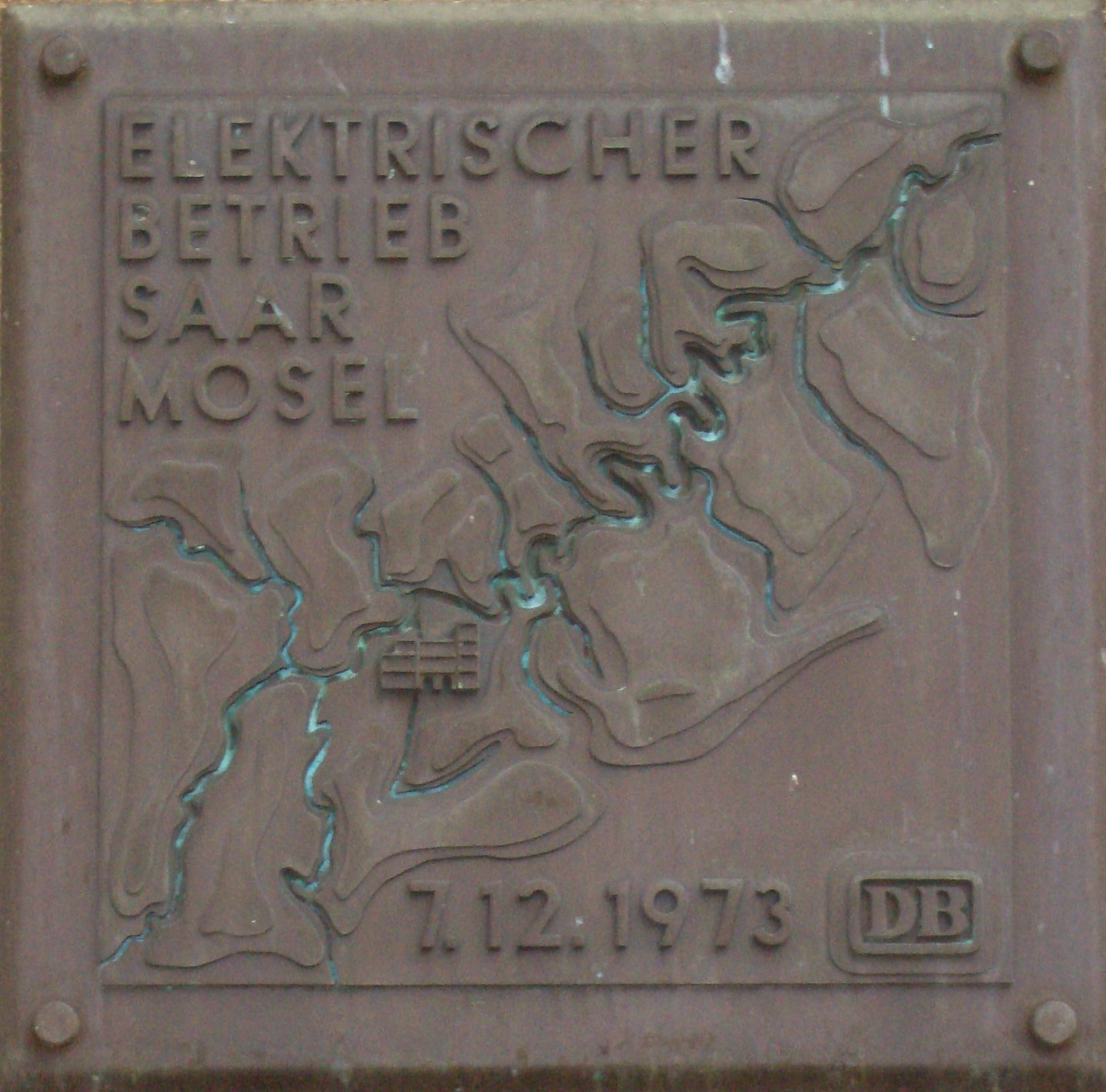
トリーア中央駅の電化記念板

1950年代にフランスの電化力システム（25 kV、50 Hz）で計画された電化は、ザール地方の統合で行われなかった。その代わりに、フランスとドイツはモーゼル川の水運をために堤防及びダムの整備事業を決定・合議した。そのゆえに、架空電車線が1973年にこの路線でやっと設置され、その記念板がトリーア中央駅にある。一方、ネニヒ - ペアル区間はザールラントの復帰までフランス国鉄が運営した。
1971年以来ザール線とこの路線をインターシティ路線で統合するのは再び要求されたものの、1973年以来この路線でインターシティ列車編は（City-D-Zug）路線の1本と3編の列車だけであった。1988年以来インターレギオ列車路線網の発展に伴い、モーゼルルートはこの列車システムに統合された。この路線のD列車はインターレギオに転換され、2002年12月まで運用された。

### ドイツ鉄道
2009年から2010年までニッテル・トンネルが改修されて、線路は単線となった。工事費は節約されたものの、ラインラント＝プファルツ州及びザールラント州の経済相とロレーヌ地域圏議員委員会がこの工事を絶え間のなく反対した。2010年の初めに、エディガー＝エラーで皇帝ヴィルヘルム・トンネルの二番目のチューブの建設が開始された。この措置は既存トンネルを改修できるために必要なのであった。2011年7月、主務機関である北ラインラント＝プファルツ中距離列車交通協会（Zwekverband Schienenpersonennahverkehr Rheinland-Pfalz Nord, SPNV-Nord）は、DBレギオの南西支社（DB Regio Südwest）が電車向けの「南西快速列車路線」の運営権を獲得したと発表した。
ペータースベルク・トンネルは2017年から2019年まで改修され、幅は広がって、「トンネル中のトンネル工法（Tunnel-im-Tunnel-Methode）」の採用で列車運行が単線線路でほぼ同じく維持された。鋼製の内側トンネルでは第三軌条方式の単線線路が工事期間に用いられた。

## 運行形態

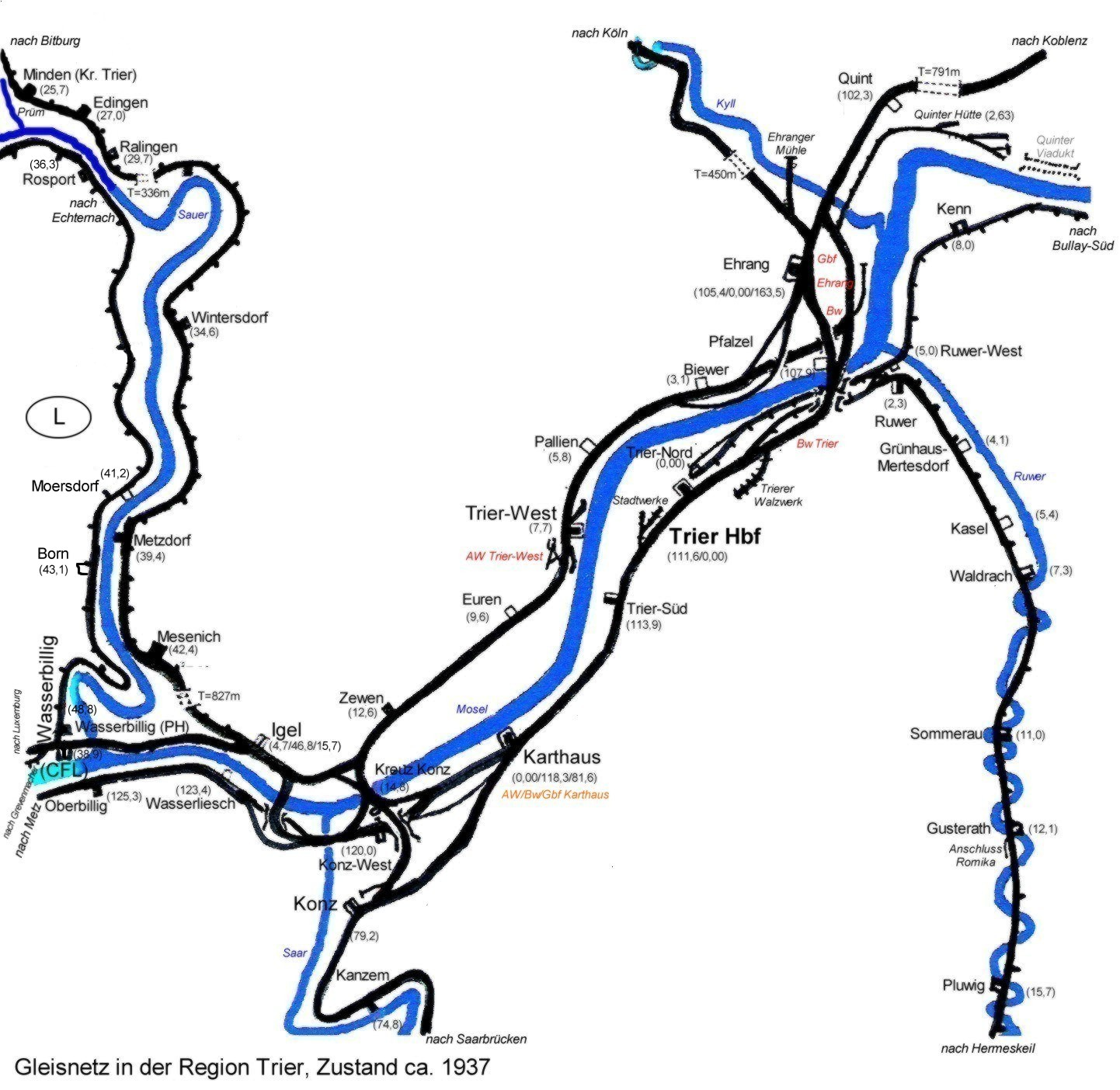
トリーア地域の鉄道網（1937年）

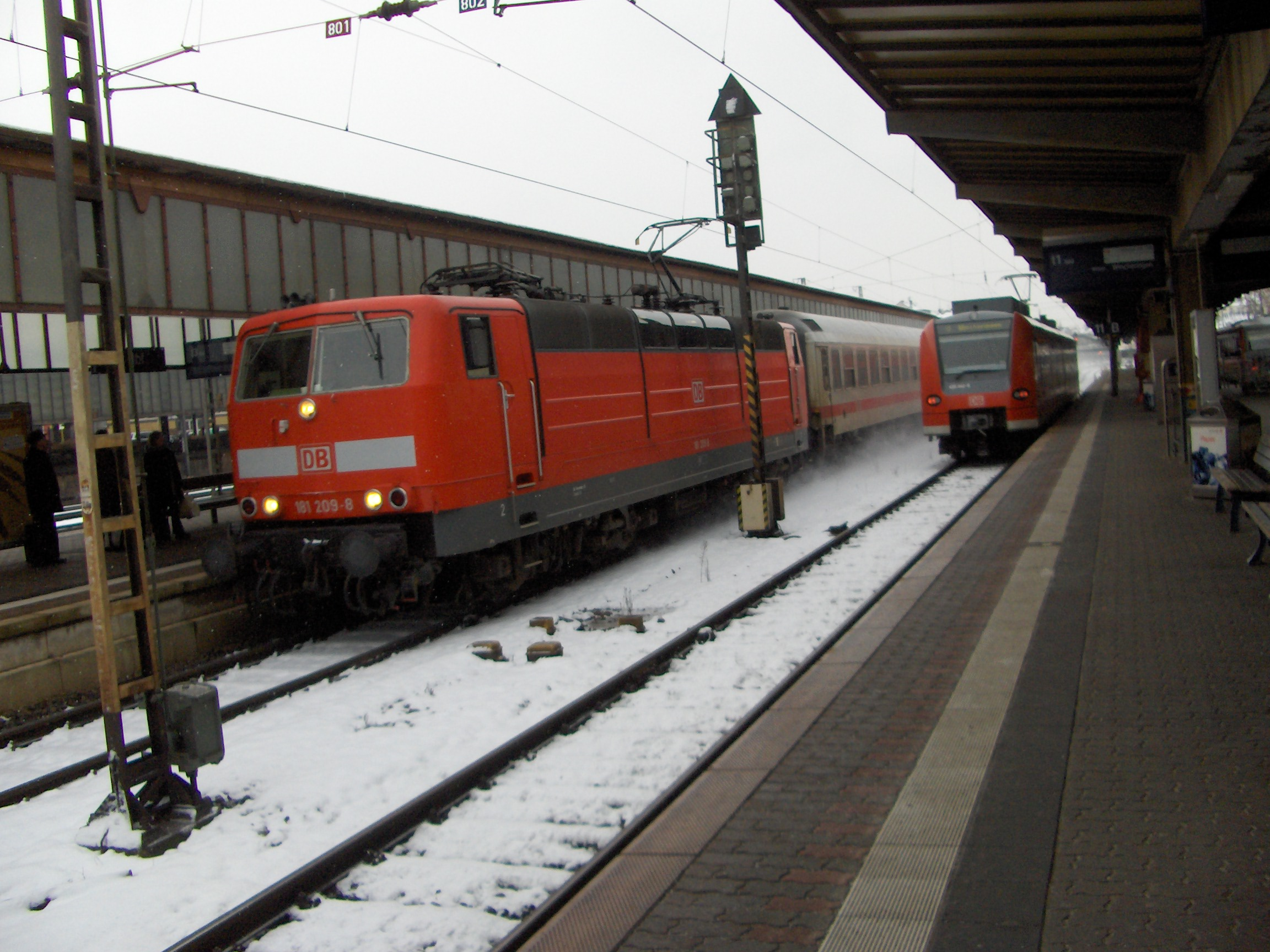
トリーア中央駅で停車する181形機関車牽引のIC233編列車

モーゼル線は軍事的起源にもかかわらず、フランスやルクセンブルグを含むモーゼル川流域にとって、経済的にとても重要である。

### 旅客輸送

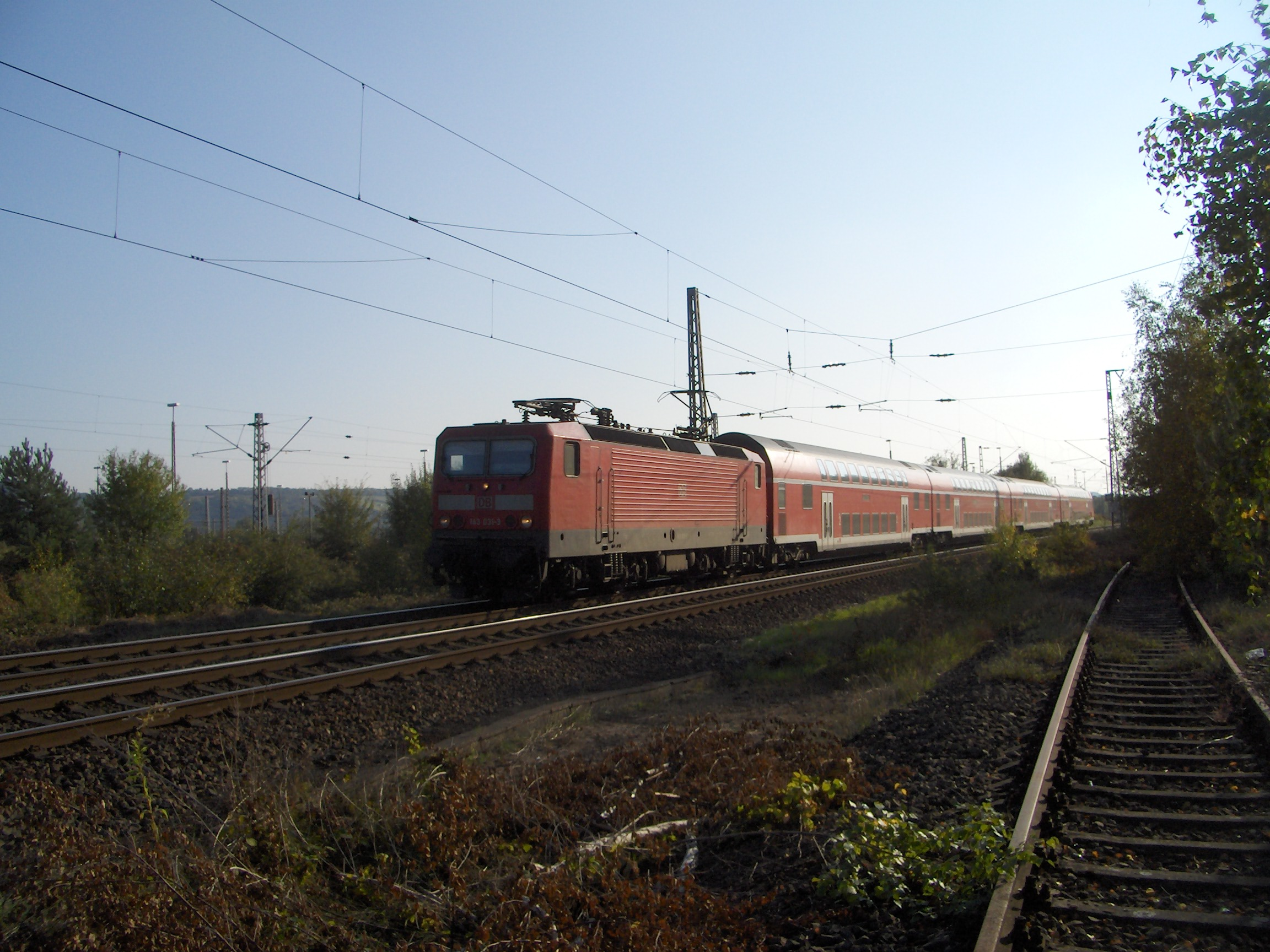
トリーア・エーラングで走行するコブレンツ行きの快速列車

インターレギオ列車編が廃止された後、ルクセンブルグ - ノルトダイヒ・モーレストまたはエムデン区間で通行するインターシティ35系統に転換された。
2015年ドイツ鉄道は時刻表上の理由で2030年までこの路線では新たな長距離輸送が不可能だと見なされた。ルクセンブルク国鉄は2017年12月からルクセンブルグ - デュッセルドルフ区間で毎日二往復の列車を運営している。地域輸送の場合、コブレンツ - ブライ区間はライン＝モーゼル運輸連合（Verkehrsverbund Rhein-Mosel, VRM）の運賃システムの適用区間である。ベンゲル - ペアル区間の運賃システムはトリーア地域運輸連合（Verkehrsverbund Region Trier, VRT）により管理される。ネニヒ - ペアル区間の駅はザールラント運輸連合（Saalandischer Verkehrsverbund, saarVV）の管轄下にある。2010年12月以来快速列車が、ルクセンブルク - ヴィットリヒ区間で1日2往復で運行された。この列車は2階建て車両で、ルクセンブルク国鉄（Chemins De Fer Luxembourgeois, CFL）によって運営された。
- IC 37: デュッセルドルフ - ケルン - ボン - レマーゲン - コブレンツ - コーベルン＝ゴンドルフ - トライス＝カルデン - コッヘム - ブライ - ヴィットリヒ - トリーア - ヴァッサービリヒ - ルクセンブルク。一日1往復。ルクセンブルク国鉄所属。使用車両はKISS[11]。トリーア - コブレンツ区間でRE11として運行される。
- 快速列車（RE 1）: コブレンツ - トライス＝カー - コッヘム - ブライ - ヴィットリヒ - トリーア - メルツィヒ - ザールブリュッケン - ホムブルク - カイザースラウテルン （- ノイシュタット - マンハイム）。60分間隔。使用車両は429.1形電車（FLIRTの5編成車両）。トリーア中央駅でRE11と併結・分離される[12]。
- 快速列車（RE 11）: コブレンツ - トライス＝カー - コッヘム - ブライ - ヴィットリヒ - トリーア - ヴァッサービリヒ - ルクセンブルク。60分間隔。ルクセンブルク国鉄所属。使用車両はIC37と同じ。トリーア中央駅でRE1と併結・分離される。
- 快速列車（RE 16/TER）: トリーア - コンツ中駅 - ペアル - ティオンヴィル - メス。一日2往復（休日のみ）。
- 普通列車（RB 81）: コブレンツ - ヴィニンゲン - コーベルン - ゴンドルフ - トライス＝カード - コッヘム - エディガー＝エラー - ブライ - ヴィットリヒ - フォェーレン - シュヴァイヒ - トリーア。30分/60分間隔。使用車両はDB442形電車あるいはDB425形およびDB426形電車。
- 普通列車（RB 82）: （コブレンツ - ヴィットリヒ -）トリーア - コンツ中駅 - ヴェレン - ヴェール - ペアル。60分間隔。使用車両はDB442形電車。

### 貨物輸送
北海の港からディリンゲン製錬所やザールラント州の他の製錬所までの重鉱石運搬列車による大量の貨物輸送に加えて、ザールの坑道からの石炭廃棄物の除去も開通の初期には支配的であった。現在、重鉱石運搬列車に加えて、複合輸送の普通の貨物列車が運行される。
重鉱石運搬列車の前にある151形機関車の他に、総括制御による重連運転の形で貨物列車は185形機関車（TRAXX）とES64F4機関車により牽引される。フランス国鉄所属のプリマ機関車は近年に追加された。